# The White Parade
The White Parade is een Amerikaanse dramafilm uit 1934 geregisseerd door Irving Cummings. De hoofdrollen worden gespeeld door Loretta Young en John Boles. De film is gebaseerd op een verhaal van Rian James.
De film werd genomineerd voor twee Oscars, waaronder de Oscar voor beste film. De film wist uiteindelijk geen nominaties te verzilveren.

## Rolverdeling
| Acteur          | Personage             |
| --------------- | --------------------- |
| Loretta Young   | June Arden            |
| John Boles      | Ronald Hall III       |
| Dorothy Wilson  | Zita Scofield         |
| Muriel Kirkland | Glenda Farley         |
| Astrid Allwyn   | Gertrude Mack         |
| Frank Conroy    | Dr. Thorne            |
| Jane Darwell    | Miss 'Sailor' Roberts |
| Sara Haden      | Miss Harrington       |
| Joyce Compton   | Una Mellon            |
| June Gittelson  | Lou 'Pudgy' Stebbins  |
| Polly Ann Young | Hannah Seymour        |
| Noel Francis    | Nurse Clare           |

## Prijzen en nominaties
| Jaar | Prijs          | Categorie    | Genomineerde(n)  | Uitslag     |
| ---- | -------------- | ------------ | ---------------- | ----------- |
| 1934 | Academy Awards | Beste film   | Beste film       | Genomineerd |
| 1934 | Academy Awards | Beste geluid | Edmund H. Hansen | Genomineerd |